# Gateway Pass
Gateway Pass är ett bergspass i Antarktis. Det ligger i Västantarktis. Argentina, Chile och Storbritannien gör anspråk på området. Gateway Pass ligger 497 meter över havet.
Terrängen runt Gateway Pass är kuperad norrut, men söderut är den platt. Trakten är obefolkad. Det finns inga samhällen i närheten.